# Jill McCorkle
Jill McCorkle, née le 7 juillet 1958  à Lumberton en Caroline du Nord, est une écrivain américaine.

## Biographie
Elle obtient le prix John Dos Passos en 2000.

## Œuvres traduites en français
- Le Séducteur [« The Cheerleader »], Paris, Éditions l’École des Loisirs, coll. « Médium », 2000, 341 p.  (ISBN 2-211-06910-X)